# 1973 في إسبانيا
فيما يلي قوائم الأحداث التي وقعت خلال عام 1973 في إسبانيا.

## سياسة

### تعيين في المنصب
- 1 يناير – خوان أنطونيو سامارانش president of the Provincial Deputation of Barcelona  [لغات أخرى]‏.
- 9 يونيو – كارلوس آرياس نابارو ministro de Gobernación  [لغات أخرى]‏،رئيس وزراء إسبانيا.
- 9 يونيو – لويس كاريرو بلانكو رئيس وزراء إسبانيا.
- 20 ديسمبر – توركواتو فيرنانديث-ميراندا رئيس وزراء إسبانيا.

### انتهاء فترة المنصب
- 1 يناير – أدولفو سواريث .
- 20 ديسمبر – لويس كاريرو بلانكو رئيس وزراء إسبانيا.
- 31 ديسمبر – توركواتو فيرنانديث-ميراندا رئيس وزراء إسبانيا.
- 31 ديسمبر – كارلوس آرياس نابارو ministro de Gobernación  [لغات أخرى]‏.

## رياضة
- 1 يناير – بطولة العالم لسباق الدراجات على الطريق 1973
- 1 يناير – طواف إسبانيا 1973

## مواليد

### يناير
- 14 يناير – إيفا بيس لاعبة كرة مضرب إسبانية.
- 17 يناير – خوان ألبرت فيلكا لاعب كرة مضرب إسباني.
- 27 يناير – خوسيه لويس روبييرا درّاج طريق إسباني.

### فبراير
- 21 فبراير – خوان خوسيه دي لوس انجليس دراج إسباني.

### مارس
- 15 مارس – أوغستين أرانزابال لاعب كرة قدم إسباني.
- 15 مارس – سيرجيو باريلا لاعب كرة قدم غيني استوائي.
- 19 مارس – إيليا غاليرا ممثلة إسبانية.
- 20 مارس – خايمي سانشيز لاعب كرة قدم إسباني.
- 31 مارس – غابرييل إسبارثا بيريث لاعب تايكوندو إسباني.

### أبريل
- 2 أبريل – إرياني رويث أريفالو لاعبة تايكوندو إسبانية.
- 9 أبريل – لوسيو أنجولو لاعب كرة سلة إسباني.
- 11 أبريل – ناتشو يانيز لاعب كرة سلة إسباني.
- 26 أبريل – أوسكار غارسيا لاعب كرة قدم إسباني.

### مايو
- 22 مايو – إميليو ألزامورا متسابق دراجات نارية إسباني.
- 30 مايو – دافيد فرنانديز بوربالان حكم كرة قدم إسباني.

### يونيو
- 8 يونيو – ماريا فلور إلسو لاعبة جمباز إيقاعي إسبانية.
- 10 يونيو – ناتاليا فيا دوفريسني متسابقة يخت إسبانية.
- 12 يونيو – ماريانو روخاس دراج إسباني.
- 28 يونيو – ألبرتو بيراساتيغي لاعب كرة مضرب إسباني.

### يوليو
- 12 يوليو – خوان لويس مورا لاعب كرة قدم إسباني.
- 13 يوليو – روبيرتو مارتينيز مدرب كرة قدم إسباني.
- 23 يوليو – ديفيد أتشبريا درّاج طريق إسباني.

### أغسطس
- 1 أغسطس – أنطونيو غوميز
- 1 أغسطس – إدواردو نوريغا ممثل إسباني.
- 1 أغسطس – إدورني باسابان
- 4 أغسطس – خافيير دي بيدرو لاعب كرة قدم إسباني.
- 12 أغسطس – خوسيبا بيلوكي دراج إسباني.
- 15 أغسطس – بيرني تاماميس لاعب كرة سلة إسباني.

### سبتمبر
- 9 سبتمبر – ايتور أوسا درّاج طريق إسباني.
- 18 سبتمبر – إيتور كارانكا
- 21 سبتمبر – فيرخينيا روانو باسكوال لاعبة كرة مضرب إسبانية.
- 26 سبتمبر – ألفونسو بيريز لاعب كرة قدم إسباني.

### أكتوبر
- 8 أكتوبر – ألبرتو أونديانو مايينكو جراح إسباني.
- 9 أكتوبر – خوان غونزاليس لاعب ومدرب كرة قدم إسباني.
- 22 أكتوبر – أندريس بالوب لاعب كرة قدم إسباني.
- 24 أكتوبر – إيناكي دي ميغيل لاعب كرة سلة إسباني.

### نوفمبر
- 1 نوفمبر – إيغور غونزاليس دي غالديانو درّاج طريق إسباني.
- 3 نوفمبر – منال مارتينيز لاعب كرة قدم إسباني.
- 5 نوفمبر – ألبرت إسبينوسا
- 12 نوفمبر – ساندرا أثون كانالدا متسابقة يخت إسبانية.
- 15 نوفمبر – ألبرت بورتاس لاعب كرة مضرب إسباني.

### ديسمبر
- 5 ديسمبر – إيغور فلوريس درّاج طريق إسباني.
- 17 ديسمبر – سانتوس غونزاليس درّاج طريق إسباني.
- 23 ديسمبر – غالا ليون غارسيا لاعبة كرة مضرب إسبانية.

## وفيات

### أبريل
- 8 أبريل – بابلو بيكاسو (مواليد 1881) رسام ونحات وفنان تشكيلي أسباني.

### أغسطس
- 7 أغسطس – خوسيه فيلالونغا (مواليد 1919) لاعب كرة قدم إسباني.

### سبتمبر
- 15 سبتمبر – رامون دي لا فوينتي ليال (مواليد 1907) لاعب كرة قدم إسباني.

### أكتوبر
- 22 أكتوبر – بابلو كاسالس (مواليد 1876)

### نوفمبر
- 16 نوفمبر – لورينزو فيرنانديز (مواليد 1900) لاعب كرة قدم أوروغواياني.

### ديسمبر
- 20 ديسمبر – لويس كاريرو بلانكو (مواليد 1904)